# Wäinö Aaltonen
Wäinö Valdemar Aaltonen (néha Väinö) (Finnország, Marttila, 1894. március 8. – Helsinki, 1966. május 30.) finn szobrász, a modern finn szobrászat jelentős egyénisége. Előbb festészettel foglalkozott, szobrászatot a vesterholmi kőfaragó iskolában kezdett tanulni. Főképp szoborportrékat és emlékműveket készített. Sokoldalú művész volt, aki a népi hagyományoktól a modern irányzatokig terjedő stílusban alkotott. Az 1937. évi párizsi világkiállításon nagydíjat kapott.
Még életében megalapították a turkui Wäino Aaltonen Múzeumot.

## Élete
Egy szabó gyermekeként született Karinainen faluban. A művészet azután kezdte érdekelni, hogy a turkui Művészeti Egyesület rajziskolájába járt 16 éves korától, 1910 és 1915 között. Sok időt töltött a festészet tanulmányozásával, de szobrászként elsősorban autodidakta volt. A márványmegmunkálás technikáját rokonától, Aarre Aaltonentől tanulta, illetve az által, hogy kőművesinasként dolgozott Hirvensalóban. Egy tanévig Felix Nylund szobrász helyettes tanár volt turkui művészeti iskolában, és munkássága ihletést jelentett a fiatal Aaltonen számára.
1923-ban egy olaszországi utazás során Aaltonen megismerkedett a kubizmussal és futurizmussal; ezek a hatások elsősorban festészetében figyelhetőek meg.
A Finn Köztársaság megszületésével és az első világháború végeztével háborús emlékműveket készített. Hamarosan nemzeti ikonná vált, és 1927-ben Stockholmban rendezett kiállítást. Szobrai nemzeti jellegűek, és Finnország polgárairól mintázott monumentális alakjairól és mellszobrairól ismert. Példa erre 1925-ben Paavo Nurmiról készített szobra, amely a helsinki Olimpiai Stadion mellett áll. Másik fontos műve Jean Sibelius mellszobra 1928-ből. Mindkét mű, miként szobrainak többsége, bronzból készült, de kőből, sőt üvegből is alkotott. Noha elsősorban naturalista műveket alkotott, a kubista hatás itt is jelen van. Egyike volt a közvetlen megmunkálás 20. századi úttörőinek.
Amikor a finn Parlament új épülete elkészült, Johan Sigfrid Sirén Aaltonentől akart az épülethez szobrokat rendelni. Ehelyett azonban nyílt pályázatot írtak ki, amelyben Aaltonen Munka és Jövő című alkotása nyert. Az aranyozott gipszszobrokat, amelyeket Aaltonen 1932-ben fejezett be halála után öntötték bronzba.
Aaltonen négyszer házasodott. Első felesége Aino Alisa Pietikäinen énekesnő (1920-tól), a második Elsa Emilia Rantalainen színésznő (1931-től), a harmadik Elvi Elisabet Hernell az Artek Galériából (1942-től) és a negyedik Marie Elisabeth Maasik orvos (1961-től). Fia, Matti Aaltonen építész lett, és ő tervezte a turkui Wäinö Aaltonen Múzeumot.

## Legismertebb művei
- Paavo Nurmi szobra a helsinki Ateneumban (1924)
- Turku lilioma (szobor) Runeberg park, Turku (1927)
- Jean Sibelius portréja (1935)
- Aleksis Kivi szobra a helsinki Nemzeti Színház előtt[19]
- Béke-szobor (1952)
- Géniusz vezérli az ifjúságot, a turkui egyetem központi épületének udvarán[20]
- Gutenberg bronzból készült mellszobra Mainzban

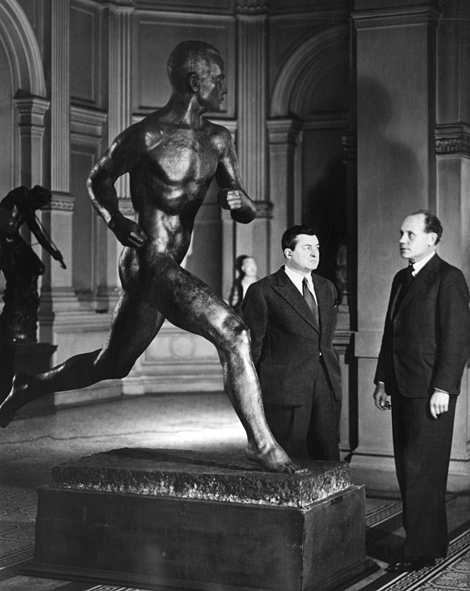
Paavo Nurmi és Wäinö Aaltonen az Ateneumban, az Aaltonen által készített Nurmi-szobor előtt
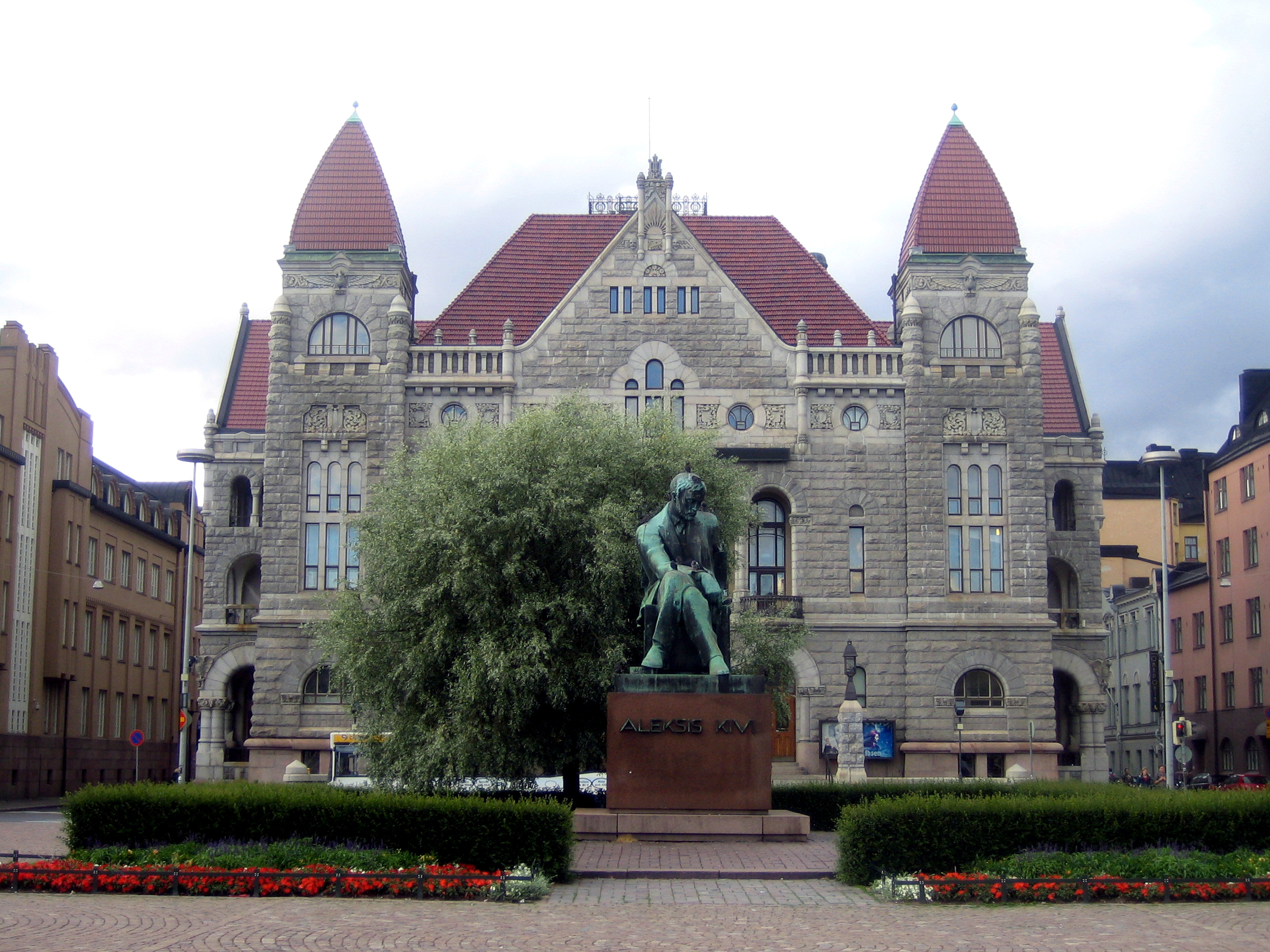
Aleksis Kivi szobra a Finn Nemzeti Színház előtt, Helsinki
Turku lilioma
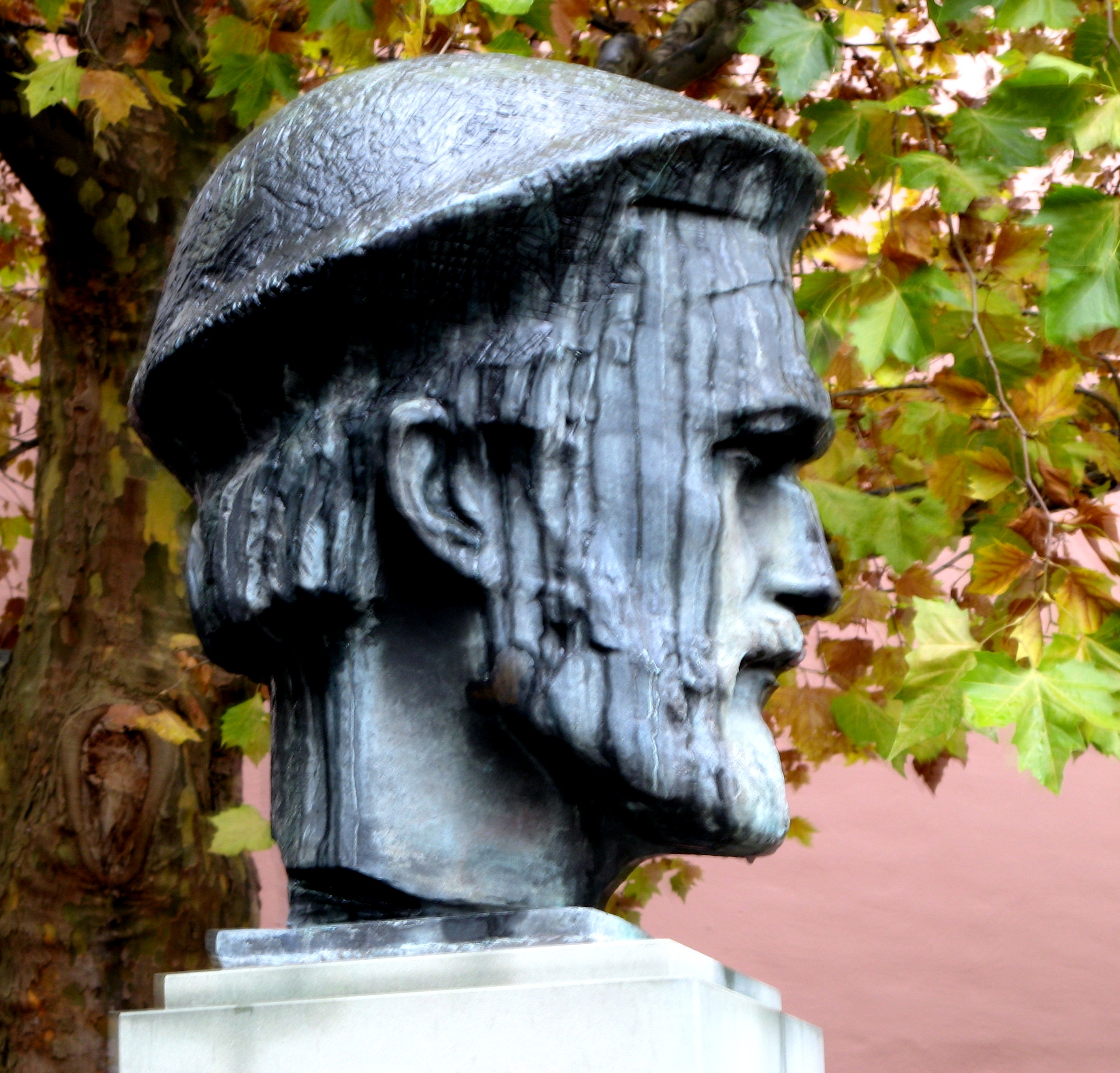
Johannes Gutenberg-mellszobor, Mainz
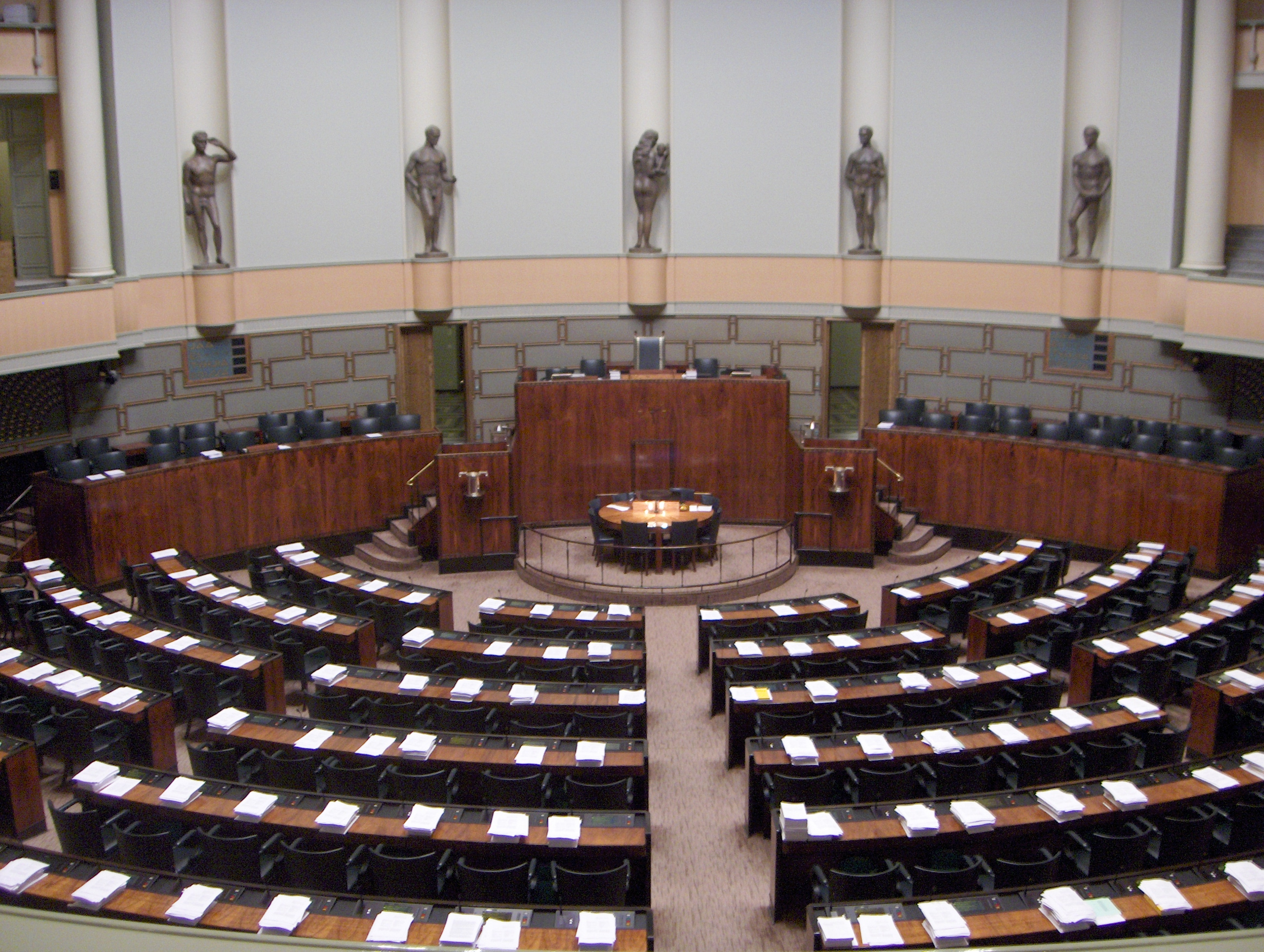
Aaltonen szobrai a finn parlamentben, Helsinki

## Fordítás
- Ez a szócikk részben vagy egészben  a   Wäinö Aaltonen című angol Wikipédia-szócikk ezen változatának fordításán alapul.  Az eredeti cikk szerkesztőit annak laptörténete sorolja fel. Ez a jelzés csupán a megfogalmazás eredetét és a szerzői jogokat jelzi, nem szolgál a cikkben szereplő információk forrásmegjelöléseként.